# Moppel-Ich
Moppel-Ich ist ein deutscher Fernsehfilm aus dem Jahr 2007. Die Filmkomödie basiert auf dem gleichnamigen Bestseller von Susanne Fröhlich.

## Handlung
Carla Hahn ist bei dem Radiosender Antenne Berlin eine erfolgreiche Moderatorin. Unter dem Namen Christin gibt sie in ihrer beliebten Lifestylesendung „Pfundschwund“ seit über zwei Jahren erfolgreich Abnehmtipps. Unglücklicherweise entspricht sie selber weniger ihrem Alter Ego. Carla ist übergewichtig. Als sich eines Tages ein charmanter Fan über Telefon bei ihr meldet, will sie ihn sehen. Als Carla sucht sie ihn auf und findet einen großen schlanken Kavalier mit Waschbrettbauch vor. Damit sie ihrem Traum besser entspricht, beschließt sie nun selbst abzunehmen. Das Gefühlschaos entsteht anschließend, als sie beim Joggen einen netten Landschaftsgärtner kennenlernt, dem ihre Pfunde nichts ausmachen.

## Kritiken
„Anspruchslos-behäbige (Fernseh-)Komödie um vermeintliche Idealvorstellungen und Schlankheitswahn, die im Rahmen einer seichten Liebesgeschichte aufzeigt, dass erotische Ausstrahlung keine Frage des Körpergewichts ist.“

„Mit "Moppel-Ich" gelang der HR-Moderatorin Susanne Fröhlich 2004 ein Sachbuch-Bestseller. Die Mischung aus Ernährungsratgeber und selbstironischem Diättagebuch war originell und witzig. Ganz anders als die Fernsehadaption: Autor Lars Albaum, u. a. "Stromberg"-Texter, verwandelte Fröhlichs Vorlage in eine fiktive, witzarme Powerfrauenposse. Da heißen italienische Fitnesstrainer dann Giovanni Lampedusa. Wenn das nicht witzig ist.“

## Veröffentlichung
Der Film hatte am 12. März 2007 seine Erstausstrahlung im ZDF. Dabei wurde er von etwa 8,20 Millionen Zuschauern gesehen, was etwa 24,0 Prozent Marktanteil entspricht. Der Marktanteil in der werberelevanten Zielgruppe betrug 21,0 Prozent durch 2,86 Millionen Zuschauer. Der weibliche Anteil der Zuschauer soll bei etwa 5,47 Mio. Zuschauern gelegen haben. Seit dem 12. November 2007 ist der Film auch als DVD erhältlich.